# 斯坦尼斯瓦乌夫隔都
斯坦尼斯瓦乌夫隔都（波蘭語：Getto w Stanisławowie），德语称斯坦尼斯劳隔都（德語：Ghetto Stanislau）是一座第二次世界大战时期的犹太人隔都。隔都由党卫队在1941年建于前波兰城市斯坦尼斯瓦乌夫（现为乌克兰城市伊万诺-弗兰科夫斯克），位于德国在巴巴罗萨行动之后占领的波兰前东部领土的东南部。1939年纳粹德国-苏联入侵波兰之前，斯坦尼斯瓦乌夫是波兰第二共和国斯坦尼斯瓦乌夫省的首府。1939年， 苏联人将该城市与整个地区并入乌克兰苏维埃社会主义共和国，但在战争结束很久之后的1962年才将该市更名为伊万诺-弗兰科夫斯克。1941年，斯坦尼斯瓦乌夫被德国国防军侵占，德国袭击寇松线后的俄罗斯阵地时其纳入加利西亚区，成为波兰总督府的第五个区。
1941年10月12日，在所谓的“血腥星期天”，大约10,000-12,000名犹太人被安全警察和秩序警察的德国党卫队队员和乌克兰辅助警察射杀，埋葬在犹太人公墓中匆匆挖掘的万人坑。犹太人委员会的Tenenbaum博士拒绝接受纳粹的豁免，与其他人一起被杀害。这次大屠杀的规模是前所未有的。两个月后，斯坦尼斯瓦乌夫隔都正式建立，以关押仍然存活的2万名犹太人。1941年12月20日，纳粹当局用围墙封锁了隔都。1943年2月隔都因清除了所有犹太人而正式终止。

## 历史背景
根据波兰人口普查，斯坦尼斯瓦夫县在1931年有198,400名居民，其中有120,214名东正教波兰人（乌克兰人、鲁塞尼亚人和俄罗斯人）、49,032名天主教徒和26,996名犹太人。县城人口从1921年的28,200人迅速增长到1931年的60,000人（1924年波兰部长委员会决定将郊区并入斯坦尼斯瓦夫市，若计入郊区则该城有70,000人口）。战间时期的斯坦尼斯瓦夫曾经做为波兰军队的军事基地。基地主要驻扎有两支部队：波兰第11步兵师，以及波多尔斯卡骑兵旅。两支部队均在德苏入侵波兰时被击败。
1939年德国和苏联入侵波兰期间，斯坦尼斯瓦夫省于1939年9月被红军占领。在接下来的两年里，自1940年2月8日起至1941年6月苏军撤出为止，内务人民委员部围捕了该市的数千居民，并迫使他们乘900辆牲畜车中运往西伯利亚，大多数人后来在那里丧生。在所谓的“去富農化 ”过程中，一些村庄被完全清空。内务人民委员部在纳粹占领斯坦尼斯瓦夫之前撤离了该市，在撤出该市的最后时刻屠杀了该市的2,500名政治犯、乌克兰人、波兰人和犹太人。内务人民委员部对波兰人民的战争罪行还包括在Demianów Łaz（斯坦尼斯瓦夫郊外的一处僻静峡谷）射杀妇女和几十名儿童，其中至少有524名波兰受害者被迫挖掘自己的乱葬岗。

## 纳粹暴行

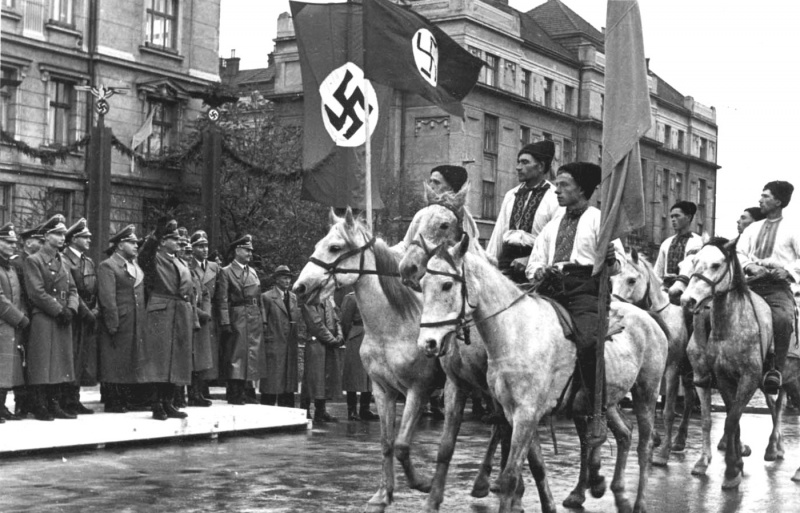
德国于1941年7月26日在巴巴罗萨行动期间接管了斯坦尼斯瓦乌夫

1941年7月2日，匈牙利军队代表纳粹德国占领了斯坦尼斯瓦乌夫县，当时全县有5万多名犹太人。德国人于7月26日抵达该县；盖世太保支队当天下令在该市成立犹太人委员会，  由以色列·塞巴尔德（Israel Seibald）领导。1941年8月1日，加利西亚成为波兰总督府的第五区。次日，波兰和犹太知识分子被命令向警方报道以便“登记安置”。前去报道的800人中有600人被安全警察运送到帕维夫切村（Pawełcze）附近的黑森林（Czarny Las）并秘密杀害。他们的家人（其中80％为犹太人）没有得到通知，还继续为他们寄送包裹。
斯坦尼斯瓦乌夫的指挥权由党卫队一级突击队长汉斯·克鲁格接管，他在该市设立了安全警察与党卫队保安处地区指挥部的分支机构。[a]一个月前，克鲁格参与组织了对利沃夫教授的大屠杀 。在克鲁格指挥下，纳粹当局于1941年8月8日至9日在斯坦尼斯瓦乌夫进一步抓捕波兰人和犹太人被捕，以及教师、公务员和教授。协助德国安全警察的乌克兰人民民兵（勾结者组织乌克兰辅助警察由海因里希·希姆莱于8月中旬正式创建）编制了供纳粹传唤的名单。8月15日，囚犯在被盖起来的卡车中运往城市附近的一处叫做黑森林（Czarny Las）的地方后被处决。据估计有200-300人遇害。

### 血腥星期天大屠杀
1941年10月12日，在汉斯·克鲁格的命令下，数千名犹太人聚集在环形广场接受“挑选”。纳粹部队（由来自利沃夫的秩序警察第133后备警察营和乌克兰警察支援） 将他们押送到犹太人公墓，那里已经准备好了万人坑。乌克兰和德国警卫在押运途中殴打并折磨了囚犯。在公墓，犹太人被迫放弃他们的贵重物品，并展示他们的文件。有些人被释放了。枪手们命令犹太人聚集在一起，脱光衣服，然后前往坟墓。安全警察成员最先开火，并得到了纽伦堡秩序警察和铁路警察的支援。受害者有的在被杀后掉入坟墓，有的先被命令跳下去再被杀害。纳粹杀害了10,000-12,000名犹太人，其中包括男人、女人和儿童。枪手们在中午12点开始射击，并轮流交班持续枪决。刑场旁边设有放着伏特加和三明治的野餐桌，供需要在震耳欲聋的枪声中休息的处决者使用；德国人和乌克兰人的餐桌相互分开。 纳粹试图在天黑后用泛光灯照明以继续处决，但最终放弃了行刑，释放了剩下的俘虏。这一在德占波兰大屠杀历史上规模空前的行动被称为Blutsonntag，即“血腥星期天”。  那天晚上在总部举行了胜利庆祝活动。 
1941年10月12日的血腥星期日大屠杀是莱茵哈德行动（1942年）之前波兰总督府地区警察对波兰犹太人进行的最大屠杀。此前在波兰总督府实施的最大规模的大屠杀事件是1941年6月27日-28日的红色星期五屠杀，当时第309警察营杀害了比亚韦斯托克隔都的5,000名犹太人。然而在整个纳粹德国占领区范围内，血腥星期日大屠杀并非最大规模的屠杀事件：1941年9月29日-30日发生在乌克兰总督辖区的娘子谷大屠杀事件中，第45警察营在基辅郊外的娘子谷杀害了33,000名犹太人。1943年11月3日，来自乌克兰的特拉夫尼基人以及来自汉堡的秩序警察第101后备警察营执行了丰收节行动，针对马伊达内克集中营及其分营的犹太人实施了最后处决，一次性杀害了超过43,000名犹太人。  

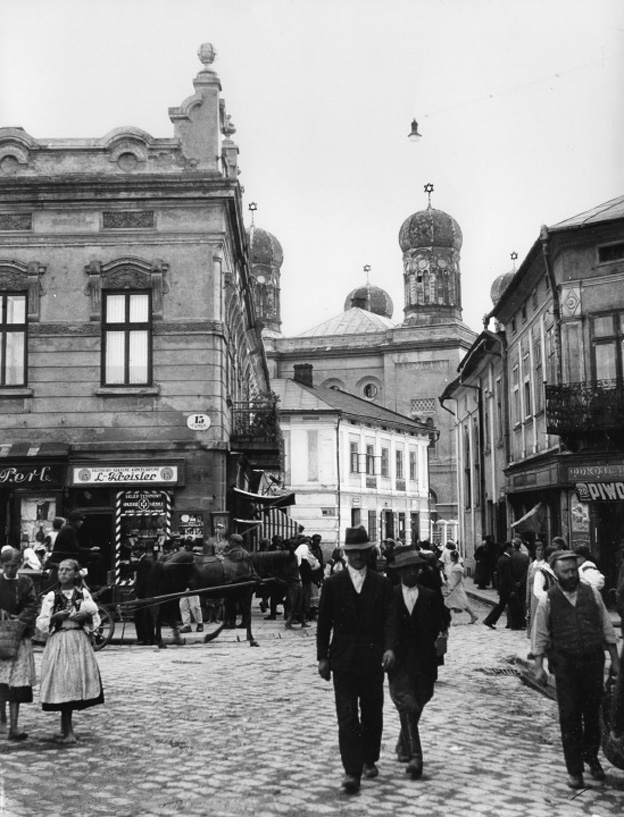
第二次世界大战前的斯坦尼斯瓦乌夫犹太街区，商店招牌为波兰语。照片背景为圣殿犹太会堂

### 隔都
1941年12月20日，斯坦尼斯瓦乌夫隔都正式成立，并从外面关闭。围绕隔都建造了围墙，一共有三座大门；朝外的窗户被木板封死。大约2万名犹太人被挤进了一个狭小空间。由于粮食不足，隔都内对粮食实施配给制；此外还设立了支援德国作战投入的车间。自1941年冬天直到1942年7月，大多数法外处决都是在鲁道夫磨坊（Rudolfsmühle）执行的。从1942年8月开始，处决改在安全警察总部的庭院进行。1942年8月22日，因为一个乌克兰纳粹勾结者被杀害，纳粹举办了针对犹太人的报复行动，认为是犹太人杀害了勾结者。纳粹围捕了超过1000名犹太人并在墓地枪决。犹太人委员会的领导人莫德哈伊·戈德施坦（Mordechai Goldstein）与20名隔都警察一起被公开绞刑。警察在将这些犹太人带到安全警察总部之前强奸了犹太妇女。
由于斯坦尼斯瓦乌夫隔都的犹太人委员会不服从第一次驱逐行动，德国和乌克兰部队于1942年3月31日袭击了隔都，并烧毁了房屋，导致隔都的规模缩小。1942年4月、9月和11月，大屠杀列车定期将犹太人运往该市北部的贝乌热茨灭绝营。隔都中增加了从小城镇运来的犹太人。当接下来的几次屠杀行动发生时，大约有11,000名犹太人在斯坦尼斯瓦乌夫隔都居住。1943年1月24日至25日，约有1000名没有工作许可证的犹太人被枪杀；另有1,500-2,000人被驱逐到亚诺夫斯卡集中营灭绝。1943年2月22日至23日，接替汉斯·克鲁格的一级突击队中队长布兰特命令警察部队包围隔都，准备实施隔都的最后清场。行动持续了四天；包括犹太人委员会在内的大多数受害者在公墓被杀害。不久之后，德国人宣布斯坦尼斯瓦乌夫是已经实现了无犹太化。不过此后警方仍继续在隔都寻找犹太人，直到四月为止。 斯坦尼斯瓦乌夫隔都最后有记录的犹太人于1943年6月25日被谋杀。
在隔都清场之前，一群犹太叛乱分子成功设法逃脱。他们组成了一支名为“潘特拉里亚”（Pantelaria）的游击队，活跃在斯坦尼斯瓦乌夫的郊区。游击队的一名指挥官是年轻的安达·鲁夫特（Anda Luft），当时正怀着她的女儿潘特拉里亚，后来在森林里生下了孩子。另一名指挥官是奥斯卡·弗里德伦德（Oskar Friedleder）。潘特拉里亚游击队最大的成就是伏击并处决了名叫Tausch的德国警察局长。1943年冬季中期至1944年，游击队遭到纳粹的袭击，随即被毁灭。安达和她的新生女儿被杀。 

### 大屠杀救援
隔都清场期间有许多人尝试救援隔都中的犹太人。耶和华见证人得知纳粹计划处决城里所有犹太人时，设法让一名犹太妇女和她的两个女儿成功逃脱。耶和华见证人在整个战争期间藏匿了这些犹太妇女；她们后来加入了见证人会。Ciszewski一家是被授予国际义人荣誉的波兰基督徒，他们在1942年9月帮助了11名在被押运至贝乌热茨灭绝营途中逃亡的犹太人，将这些犹太人藏在家里。所有犹太人都得以幸存。Gawrych一家藏匿了五名犹太人，直到1943年3月8日遭到德国警察袭击为止。四名犹太人被枪杀，一名（Szpinger）成功逃脱。Jan Gawrych被捕，在酷刑折磨后被杀害。 截至1944年7月27日苏联军队抵达斯坦尼斯瓦乌夫时，大约有100名大屠杀幸存者因多方救援人员的掩护获得解放。总共约有1,500名来自斯坦尼斯瓦乌夫的犹太人在其他地方存活到了战争结束。

### 后果
汉斯·克鲁格是血腥星期日大屠杀期间的斯坦尼斯瓦乌夫指挥官，[b]战争结束后在西德开启了成功的职业生涯。他是柏林与勃兰登堡德国人协会的主席，并代表东部被驱逐者联盟游说，代表着前纳粹分子的利益；他还经营着自己的公司。1959年，当局质询了克鲁格，其原因部分是出于大众对他生活的看法。1965年10月，多特蒙德州检察官办公室发布了对克鲁格的正式起诉书。针对克鲁格的审讯持续了两年。克鲁格爆出的反犹太主义引发了公愤。1968年5月6日，明斯特州法院判处克鲁格终身监禁；但他后来于1986年获释。与此同时，1966年在维也纳和萨尔茨堡举行了其他审判程序，审讯战争期间在斯坦尼斯瓦乌夫服役的保护警察和盖世太保成员。
第二次世界大战后，由于约瑟夫·斯大林在1943年德黑兰会议期间的坚持，波兰的边界被重新划分 ，斯坦尼斯瓦乌夫被纳入苏联的乌克兰苏维埃社会主义共和国。该地的波兰人在1946年底之前被强行重新安置回新划定的波领土。1962年，赫鲁晓夫将该城以诗人伊万·弗兰科的名字重新命名。自1991年以来，伊万诺-弗兰科夫斯克是乌克兰的伊万诺 - 弗兰科夫斯克州的首府。 

## 脚注
a. ^ KdS为Kommandateur der Sicherheitspolizei und des SD的缩写，即“安全警察与党卫队保安处地区司令部”
b. ^ 需注意汉斯·克鲁格（1909-1988）不应与党卫队法官汉斯·克吕格 （1902-1971）混淆；后者是党卫队在德占波兰的法官，战后加入了基督教民主联盟，并于1959至1964年任被驱逐者联盟主席。

## 引用
1. 1 2 3 4 5 6 7 8 9 10  Andrea Löw, USHMM. . United States Holocaust Memorial Museum. 10 June 2013  [29 November 2014]. 原始内容存档于20 May 2014. From The USHMM Encyclopedia of Camps and Ghettos, 1933–1945.
2. ↑  Paczkowski, Andrzej.  (Google Books). Translated by Jane Cave. Penn State Press. 2003: 54–  [2019-03-02]. ISBN 0-271-02308-2. （原始内容存档于2020-09-24）.
3. 1 2 3 4 5 6 7 8 9 10 11  Dieter Pohl.  (PDF file from Yad Vashem.org). : 12/13, 17/18, 21  [2019-03-02]. （原始内容存档 (PDF)于2015-03-14）. It is impossible to determine what Krueger's exact responsibility was in connection with "Bloody Sunday" [massacre of 12 October 1941]. It is clear that a massacre of such proportions under German civil administration was virtually unprecedented.
4. ↑  . Kresy.co.uk.   [29 November 2014]. （原始内容存档于2016-03-03）.
5. ↑  Sejm, Internetowy System Aktów Prawnych (Poland's Internet archive of State published documents). （页面存档备份，存于） Dz.U. 1924 nr 102 poz. 937. （波兰語）
6. ↑  Bronisław Prugar-Ketling（英语：Bronisław Prugar-Ketling）.  (Google Books snippet view). Warszawa: Wydawnictwo "Odpowiedzialność i Czyn". 1990. OCLC 80598026.
7. ↑  Jan Stanisław Smalewski, Sowieckie zdrady （页面存档备份，存于） (The Soviet betrayals). Part 5. Pisarze.pl. E-tygodnik literacko-artystyczny Numer 49/14 (226). ISSN 2084-6983
8. ↑  Stefan Troebst, University of Leipzig.  (PDF). Remembrance and Solidarity. December 2012  [1 December 2014]. （原始内容 (PDF file, direct download)存档于2013-09-29）.
9. ↑  StanisławŻurek， Kalendariumludobójstwa：woj。 stanisławowskie。 （互联网档案馆）“ZHaliczawyjechało400wagonówzPolakami，zeStanisławowa900wagonów.Wagonytowarowemiałypozabijanedeskami okna，wkąciewydrążonądizzuręnazałatwianiepotrzebfizjologicznych。”
10. ↑  Gross, Jan T.; Militargeschichtliches Forschungsamt（英语：Militargeschichtliches Forschungsamt）. Wegner, Bernd , 编. . Berghahn Books. 1997: 47–79, 77  [2019-03-02]. ISBN 1-57181-882-0. （原始内容存档于2020-08-07）.
11. ↑  Brian Crozier, Remembering Katyn | Hoover Institution. 的存檔，存档日期24 July 2008. 30 April 2000; Stanford University. Retrieved 1 December 2014.
12. 1 2  Robert Nodzewski， “DemianówŁaz” （页面存档备份，存于） IVRozbiórPolski ，1939年。检索2014年12月1日。
13. 1 2 3 4  Grzegorz Rąkowski. . Przewodnik po Czarnohorze i Stanisławowie. Stanislawow.net. 2007  [7 December 2014]. （原始内容存档于2020-11-27） （波兰语）.
14. ↑  Soviet 1941 massacre at Dem'ianiv Laz. 的存檔，存档日期27 September 2011. Memorial Society (memorial.kiev.ua). Retrieved 1 December 2014.
15. 1 2  ZofiaSochansska，Anna Mirkowska，Eugeniusz Riadczenko， Stanisławów（ob.Iwano-Frankiwsk）。 （页面存档备份，存于） MUZEUM HistoriiŻydówPolskich POLIN。检索2014年11月29日。
16. 1 2  PWL. . Województwo Stanisławowskie. Historia. PWL-Społeczna organizacja kresowa.   [9 December 2014]. （原始内容存档于27 November 2014）.
17. 1 2  Tadeusz Kamiński, Tajemnica Czarnego Lasu (The Black Forest Secret, Internet Archive). Publisher: Cracovia Leopolis, Kraków, 2000. Book excerpts.
18. ↑  Dieter Pohl 1998.
19. ↑  Robin O'Neil. . The Rabka Four. Instruments of Genocide and Grand Larceny (London: Spiderwize). 2011: 41–63  [14 December 2014]. OCLC 796270628. （原始内容存档于2019-12-31）.
20. 1 2 3  Holocaust Encyclopedia – Stanisławów. 1941–44: Stanislau, Distrikt Galizien. Retrieved 1 December 2014.
21. ↑  Symposium Presentations.  (PDF). The Holocaust in the Soviet Union. The Center for Advanced Holocaust Studies of the United States Holocaust Memorial Museum: 15, 18–19, 20 in current document of 1/154. September 2005  [7 December 2014]. （原始内容 (PDF file, direct download 1.63 MB)存档于16 August 2012）.
22. ↑  Tadeusz Olszański. . Opowieści z rodzinnego grodu. Tygodnik Polityka. 4 November 2009  [4 December 2014]. （原始内容存档于2020-09-19）.
23. 1 2 3  Christopher R. Browning（英语：Christopher R. Browning）.  (Google eBook). U of Nebraska Press. 1 May 2007: 349, 361  [4 December 2014]. ISBN 0803203926. （原始内容存档于2020-08-07）.
24. ↑  Edward B. Westermann, ed. by Gordon Martel.  (Google Books). The World War Two Reader (Psychology Press). 2004: 218  [6 December 2014]. ISBN 0415224020. （原始内容存档于2020-08-07）.
25. ↑  George Eisen, Tamás Stark.  (PDF). Holocaust and Genocide Studies 27, no. 2 (Fall 2013): 207–241 (The United States Holocaust Memorial Museum). 2013: 215 (9/35 in PDF)  [16 December 2014]. （原始内容 (PDF)存档于2016-03-04）. More than 10,000 Jews, including 2,000 Hungarian Jews [the so-called “Galicianer” Jews deported out of Hungary], perished on that day – as it happened, on the last day of the Jewish festival of Sukkoth (Hoshana Rabbah). SS-Hauptsturmführer (Captain) Hans Krüger orchestrated the massacre, aided by Ukrainian collaborators and Reserve Police Battalion 133. Notably, Krüger had at his disposal a Volksdeutsche unit, recruited from Hungary, that routinely participated in exterminations.
26. ↑  McKinley von Theme, 12 Oktober – Erschiessung in Stanislawow.[永久] ShoaPortalVienna 2014, den opfern zum gedenken. Retrieved 6 December 2014.
27. ↑  H.M.C., Timeline of Jewish Persecution: 1941. October 12: Bloody Sunday. （页面存档备份，存于） Jewish Virtual Library. Retrieved 4 December 2014.
28. ↑  . Virtual Shtetl Museum of the History of Polish Jews: 6–7.   [7 December 2014]. （原始内容存档于23 October 2014）.
29. ↑  Browning, Christopher R.  (PDF file, direct download 7.91 MB complete). Ordinary Men: Reserve Police Battalion 101 and the Final Solution in Poland (Penguin Books). 1998: 135–136, 141–142 [1992]  [5 December 2014]. （原始内容存档 (PDF)于2013-10-19）. Also: PDF cache archived by WebCite.
30. ↑  Struan Robertson. . Hamburg Police Battalions during the Second World War. Regionalen Rechenzentrum der Universität Hamburg. 2013  [5 December 2014]. （原始内容存档于22 February 2008）.
31. ↑  Agnieszka Zagner, Tadeusz Olszański, "Życie kresowe" （页面存档备份，存于） (PDF file, direct download 9.51 MB) Żydowskie Muzeum Galicja w Krakowie. "W tym miesiącu". Słowo Żydowskie Nr 6 (448) 2009, p. 18.
32. ↑  2002 Yearbook of Jehovah’s Witnesses. — N.Y.: Watchtower, 2001; p. 143.
33. ↑  POLIN, Ciszewskich[永久] Sprawiedliwy wśród Narodów Świata – tytuł przyznany 23 grudnia 1987. Polish Righteous. Museum of the History of Polish Jews. Retrieved 1 December 2014.
34. ↑  . db.yadvashem.org.   [2018-11-30]. （原始内容存档于2018-11-30）.
35. ↑  Albert Norden, "Krüger, Hans: Ein Blutrichter Hitlers" at www.braunbuch.de Braunbuch. War and Nazi Criminals in the Federal Republic（英语：Braunbuch）.
36. ↑  Bund der Vertriebenen, Hans Krüger, der 1964 BdV-Präsident zurücktreten musste. 的存檔，存档日期10 December 2014. 20 August 2006. Retrieved 7 December 2014.